# Jennifer Ellison

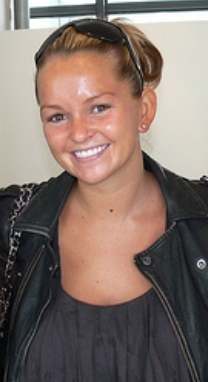
Jennifer Ellison (2009)

Jennifer Lesley Ellison (* 30. Mai 1983 in Liverpool, Merseyside) ist eine britische Schauspielerin, Tänzerin, Sängerin und ein Glamour-Model.

## Leben und Karriere
Jennifer Ellison spielte von 1998 bis 2003 in der britischen Fernsehserie Brookside die Rolle der Emily Shadwick. 2004 gab sie ihr Filmdebüt in der Verfilmung des Musicals Das Phantom der Oper. 2008 spielte sie im Horrorfilm The Cottage die Rolle der Tracey.
Von 2001 bis 2002 war Ellison in einer Partnerschaft mit ihrem englischen Landsmann und Fußballer Steven Gerrard. Seit 2008 ist sie mit dem Boxer Robbie Tickle zusammen. Die Verlobung fand im Oktober des gleichen Jahres auf den Malediven, die Hochzeit am 10. Oktober 2009 auf Mauritius statt. Am 4. Februar 2010 brachte Ellison in Liverpool einen Jungen zur Welt.
2012 nahm sie an der siebten Staffel der Eiskunstlaufshow Dancing on Ice teil.

## Filmografie (Auswahl)
- 1998–2003: Brookside (Fernsehserie, 6 Episoden)
- 2004: Das Phantom der Oper (The Phantom of the Opera)
- 2005: The Brief (Fernsehserie, 1 Episode)
- 2007: Hotel Babylon (Fernsehserie, 1 Episode)
- 2007: New Street Law (Fernsehserie, 1 Episode)
- 2007: Liverpool Nativity (Fernsehfilm)
- 2008: The Cottage
- 2008: The Commander: Abduction (Fernsehfilm)